# Uszka

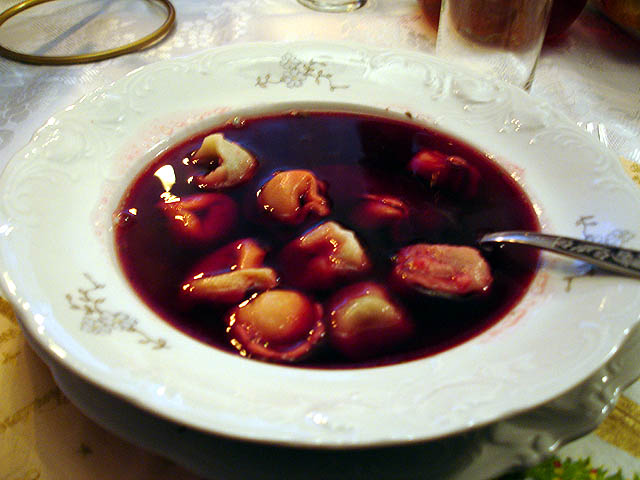
Klarer roter Barszcz mit Uszka

Uszka („Öhrchen“, ähnlich wie Tortellini) sind besonders geformte kleine Teigwaren und stellen eine Spezialität der polnischen Küche dar. Daneben sind diese Teigtaschen als Pelmeni auch in der russischen, belarussischen und ukrainischen Küche bekannt. Sie unterscheiden sich äußerlich von Maultaschen und Mantı.
Ihrer Form nach kann man Uszka mit Ohrmuscheln vergleichen, daher ihr Name (russisch Ушки Uschki, belarussisch Вушкі Wuschki, ukrainisch Вушка Wuschka). Typische Füllungen für Uszka bestehen aus Sauerkraut und Pilzen oder Fleisch, also denselben Zutaten, mit denen auch Pierogi gefüllt werden; Spinat wird dagegen seltener verwendet.
Gereicht werden sie vorwiegend als Einlage zu klaren Suppen wie roter Barszcz und Rosół (Hühnersuppe). Barszcz mit Uszka ist in Polen eine traditionelle Speise an Heiligabend.